# Pegoscapus grandii
Pegoscapus grandii är en stekelart som först beskrevs av Hoffmeyer 1932.  Pegoscapus grandii ingår i släktet Pegoscapus och familjen fikonsteklar. Inga underarter finns listade i Catalogue of Life.